# Thomas Gamiette
Thomas Gamiette (ur. 21 czerwca 1986 w Épinay-sur-Seine) – francuski piłkarz pochodzenia gwadelupskiego występujący na pozycji obrońcy w Tours FC.

## Kariera klubowa
Thomas Gamiette zawodową karierę rozpoczynał w 2003 roku w czwartoligowych klubie Paris Saint-Germain. W 2006 przeszedł do trzecioligowego Entente SSG.
Od 2008 jest zawodnikiem Stade de Reims. Z klubem z Reims spadł w 2009 z Ligue 2, by po roku do niej wrócić. W barwach Reims zadebiutował 1 sierpnia 2008 w przegranym 1-3 meczu z Angers SCO. Już w trzecim swoim meczu w barwach Reims 15 sierpnia 2008 w wygranym 2-0 wyjazdowym meczu z EA Guingamp Gamiette zdobył swoją pierwszą bramkę.
| Sezon   | Klub                  | Kraj    | Rozgrywki | Mecze | Bramki | Rozgrywki Europy | Mecze | Bramki |
| ------- | --------------------- | ------- | --------- | ----- | ------ | ---------------- | ----- | ------ |
| 2003/04 | Paris Saint-Germain B | Francja | CFA       | 1     | 0      | –                | –     | –      |
| 2004/05 | Paris Saint-Germain B | Francja | CFA       | 9     | 1      | –                | –     | –      |
| 2005/06 | Paris Saint-Germain B | Francja | CFA       | 26    | 1      | –                | –     | –      |
| 2006/07 | Entente SSG           | Francja | National  | 33    | 1      | –                | –     | –      |
| 2007/08 | Entente SSG           | Francja | National  | 37    | 5      | –                | –     | –      |
| 2008/09 | Stade de Reims        | Francja | Ligue 2   | 37    | 1      | –                | –     | –      |
| 2009/10 | Stade de Reims        | Francja | National  | 21    | 1      | –                | –     | –      |
| 2010/11 | Stade de Reims        | Francja | Ligue 2   | 32    | 2      | –                | –     | –      |
| 2011/12 | Tours FC              | Francja | Ligue 2   | 29    | 1      | –                | –     | –      |
| 2012/13 | Tours FC              | Francja | Ligue 2   | 17    | 1      | –                | –     | –      |

Stan na: 10 stycznia 2013 r.

## Kariera reprezentacyjna
Gamiette w reprezentacji Gwadelupy zadebiutował 5 czerwca 2009 w wygranym 2-1 meczu z reprezentacją Panamy podczas Złotego Pucharu CONCACAF.
W turnieju wystąpił w trzech meczach z Panamą, Nikaraguą, Meksykiem oraz w ćwierćfinale z Kostaryką. W 2011 po raz drugi uczestniczył w Złotym Pucharze CONCACAF. Na turnieju wystąpił we wszystkich trzech meczach z Panamą, Kanadą i USA.